# Muriel Catala
Muriel Michelle Martine Catala (* 20. Juli 1952 in Paris) ist eine französische Schauspielerin.

## Leben
Muriel Catala wuchs in Nizza auf und kehrte 16-jährig auf eigene Faust nach Paris zurück, um Schauspielerin zu werden. Prompt erhielt sie 1969 die Hauptrolle in dem zur Zeit des Zweiten Weltkriegs spielenden Film Le sauveur an der Seite von Horst Buchholz. Für ihre schauspielerische Leistung wurde sie mit dem Nachwuchspreis Révélation 71 ausgezeichnet.
Danach war sie in verschiedenen Filmen zu sehen, in denen sie typische Lolita-Rollen übernahm, meist als verträumtes oder verführerisches Mädchen von nebenan wie in Faustine et le bel été oder in Haben Sie Interesse an der Sache?, zuweilen als Prostituierte wie in Das Urteil (mit Jean Gabin und Sophia Loren) und in Der Antiquitätenjäger (mit Alain Delon). Zu Beginn der 80er Jahre beendete sie ihre Film- und Fernseharbeit und zog sich nach Nizza zurück.

## Filmografie
- 1971: Le Sauveur
- 1971: Faustine et le bel été
- 1972: Die Nonne von Verona (Le monache di Sant’Arcangelo)
- 1973: L’histoire très bonne et très joyeuse de Colinot Trousse-Chemise
- 1973: La loba y la Paloma
- 1974: Haben Sie Interesse an der Sache? (Vous intéressez-vous à la chose)
- 1974: Das Urteil (Verdict)
- 1976: L’intrus
- 1977: Der Antiquitätenjäger (L’homme pressé)
- 1977: Rendez-vous en noir (Mehrteiler)
- 1978: Claudine in der Schule (Claudine à l’école)
- 1978: Claudine in Paris (Claudine à Paris)
- 1979: Heinrich, der gute König (Le roi qui vient du sud; Mehrteiler)
- 1981: Le Gouverneur de l’île de Chakerbakerben